# Сильвіє Бегич
Сильвіє Бегич (хорв. Silvije Begić, нар. 3 червня 1993, Посуш'є, Боснія і Герцеговина) — хорватський футболіст, центральний захисник російського клубу «Урал».

## Ігрова кар'єра

### Чемпіонат Хорватії
Сильвіє Бегич народився у громаді Посуш'є, що разташована на території Босніі і Герцеговини. У футбол почав грати у одноіменному клубі з рідного міста. Пізніше він перейшов до складу хорватського клубу «Імотськи», а згодом«Камень», що виступали у нижчих дивізионах чемпіонату Хорватії.
У вищому хорватському дивізіоні Бегич дебютував у 2015 році у складі «Інтера» з міста Запрешич. У складі команди футболіст провів два сезони.

### Чемпіонат Росії
У 2017 році Бегич перебрався до російського чемпіонату до клубу ФНЛ «Оренбург». Де в першому ж сезоні допоміг своїй команді виграти турнір і підвищитися до Прем'єр-ліги.
За два роки Бегич став гравцем іншого клубу РПЛ — «Рубіна» з Казані.

## Досягнення
Клубні
Оренбург
- Переможець ФНЛ: 2017/2018